# Aishwarya Kailash Mishra
Aishwarya Kailash Mishra, née le 16 août 1997, est une athlète indienne spécialiste du 400 mètres.

## Biographie
Elle remporte trois médailles lors des championnats d'Asie 2023 : l'or au titre du relais 4 × 400 m mixte, et le bronze sur 400 mètres et 4 × 400 m.

## Palmarès
| Date | Compétition         | Lieu     | Résultat | Épreuve         | Marque        |
| ---- | ------------------- | -------- | -------- | --------------- | ------------- |
| 2023 | Championnats d'Asie | Bangkok  | 3e       | 400 m           | 53 s 07       |
| 2023 | Championnats d'Asie | Bangkok  | 3e       | 4 × 400 m       | 3 min 33 s 73 |
| 2023 | Championnats d'Asie | Bangkok  | 1re      | 4 × 400 m mixte | 3 min 14 s 70 |
| 2023 | Jeux asiatiques     | Hangzhou | 2e       | 4 x 400 m       | 3 min 27 s 85 |

## Records
| Épreuve | Performance | Lieu        | Date         |
| ------- | ----------- | ----------- | ------------ |
| 800 m   | 51 s 18     | Thenhipalam | 3 avril 2022 |